# Fotbollsallsvenskan 2010

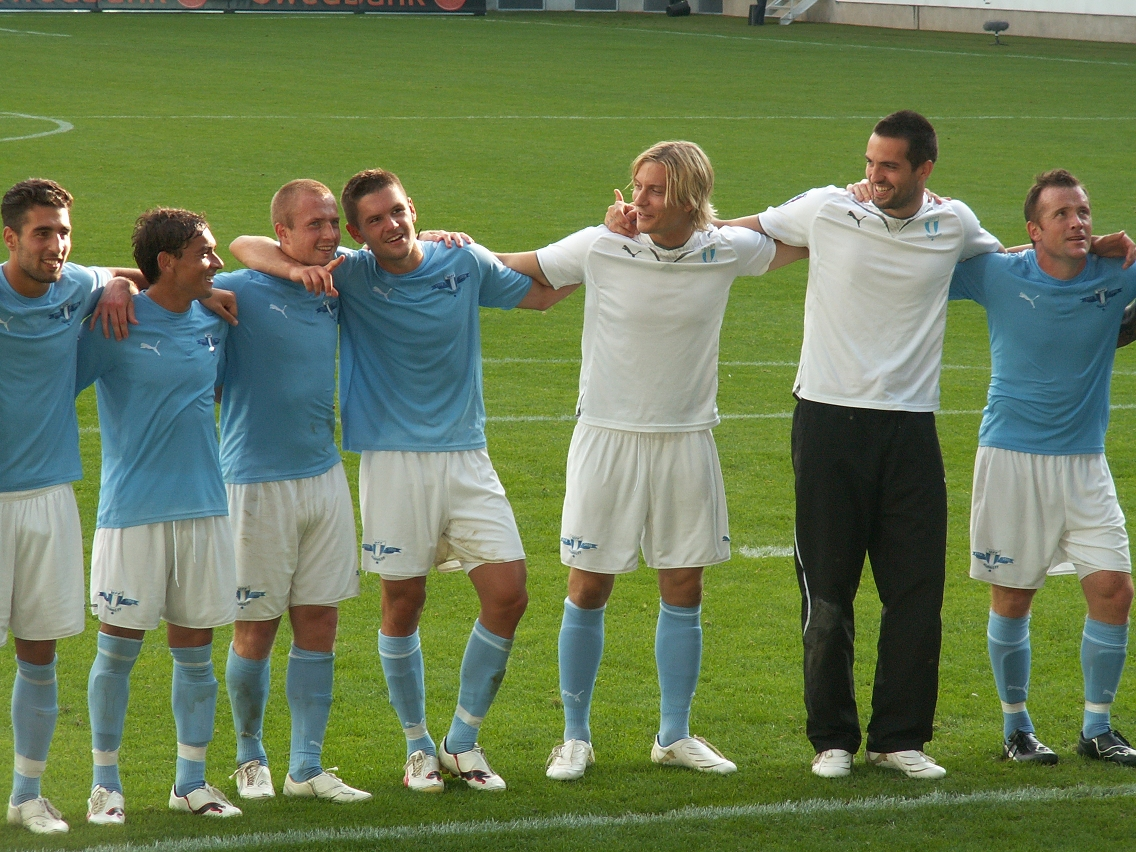
Malmö FF–Gefle IF.

Fotbollsallsvenskan 2010 spelades av 16 lag under mars–maj och juli–november 2010 och vanns av Malmö FF, som även blev det första laget att vinna allsvenskan när klubben fyllde 100 år. Premiärmatchen ägde rum den 13 mars mellan Kalmar FF och IFK Göteborg och säsongens slutdatum blev satt till den 7 november. Säsongen 2010 av Allsvenskan bestod av 30 omgångar med två matcher mellan alla lag, en gång på vardera lagets hemmaplan. Vinst gav 3 poäng, oavgjort 1 poäng och förlust 0 poäng. Nykomlingar för 2010 års säsong var Mjällby AIF (senaste säsongen i Allsvenskan var 1985) och Åtvidabergs FF (senaste säsongen i Allsvenskan var 1982).

## Kvalspelsresultat inför Allsvenskan 2010
Laget från Allsvenskan hade hemmamatch i returen.
- Allsvenskt kval (3:an i Superettan mot 14:e laget i Allsvenskan)
  - 4 november 2009: Assyriska FF–Djurgårdens IF 2–0 (rapport)
  - 8 november 2009: Djurgårdens IF–Assyriska FF 3–0 efter förlängning (rapport)
  - Sammanlagda resultatet: 3–2 till Djurgårdens IF

## Förändringar inför 2010
Axplock av nyheter inför säsongen 2010 (beslutade i slutet av november 2009)
- Antalet tillåtna spelare i matchtrupper ökades från 16 till 18, det vill säga att avbytarbänken ökades från högst 5 till högst 7 reservspelare.
- Krav på hemmafostrade spelare: Hälften av antalet spelare på spelarförteckningen ska ha spelat i en svensk klubb i minst tre år under åldern 15 till 21 år.
- Antalet medaljer ökades från 16 till 18 medaljer per lag.
- Ett lag kan tvångsflyttas ner två (2) divisioner (till Division 1), jämfört med tidigare en (1) division (till Superettan), om en förening exempelvis inte förmår reglera större förfallna skulder.

## Deltagande lag
| Lag               | Föregående säsong   | Första säsongen | I allsvenskan sedan |
| ----------------- | ------------------- | --------------- | ------------------- |
| AIK               | 1                   | 1924–25         | 2006                |
| BK Häcken         | 5                   | 1983            | 2009                |
| Djurgårdens IF    | 14                  | 1927–28         | 2001                |
| Gais              | 11                  | 1924–25         | 2006                |
| Gefle IF          | 10                  | 1933–34         | 2005                |
| Halmstads BK      | 13                  | 1933–34         | 1993                |
| Helsingborgs IF   | 8                   | 1924–25         | 1993                |
| IF Brommapojkarna | 12                  | 2007            | 2009                |
| IF Elfsborg       | 3                   | 1926–27         | 1997                |
| IFK Göteborg      | 2                   | 1924–25         | 1977                |
| Kalmar FF         | 4                   | 1949–50         | 2004                |
| Malmö FF          | 7                   | 1931–32         | 2001                |
| Mjällby AIF       | 1 (Superettan 2009) | 1980            | 2010                |
| Trelleborgs FF    | 9                   | 1985            | 2007                |
| Åtvidabergs FF    | 2 (Superettan 2009) | 1951–52         | 2010                |
| Örebro SK         | 6                   | 1946–47         | 2007                |

## Arenor
| Lag            | Arena              | Underlag  | Kapacitet |
| -------------- | ------------------ | --------- | --------- |
| AIK            | Råsunda            | Gräs      | 37 285    |
| Malmö FF       | Swedbank Stadion   | Gräs      | 24 000    |
| GAIS           | Gamla Ullevi       | Gräs      | 18 800    |
| IFK Göteborg   | Gamla Ullevi       | Gräs      | 18 800    |
| Helsingborg    | Olympia            | Gräs      | 17 100    |
| Elfsborg       | Borås Arena        | Konstgräs | 16 900    |
| Halmstad       | Örjans Vall        | Gräs      | 15 500    |
| Örebro         | Behrn Arena        | Konstgräs | 14 500    |
| Djurgården     | Stockholms stadion | Gräs      | 14 417    |
| Trelleborg     | Vångavallen        | Gräs      | 10 500    |
| Kalmar         | Fredriksskans IP   | Gräs      | 10 000    |
| Häcken         | Rambergsvallen     | Gräs      | 8 480     |
| Brommapojkarna | Grimsta IP         | Konstgräs | 8 000     |
| Åtvidaberg     | Kopparvallen       | Konstgräs | 8 000     |
| Mjällby        | Strandvallen       | Gräs      | 7 500     |
| Gefle          | Strömvallen        | Konstgräs | 7 200     |

Noteringar:

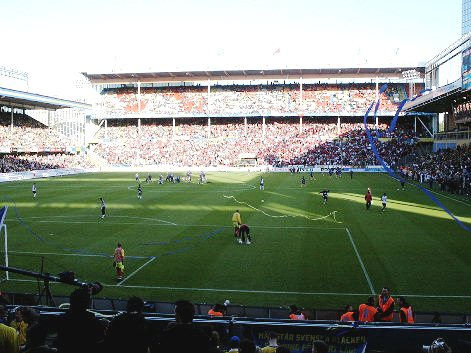
Råsunda.

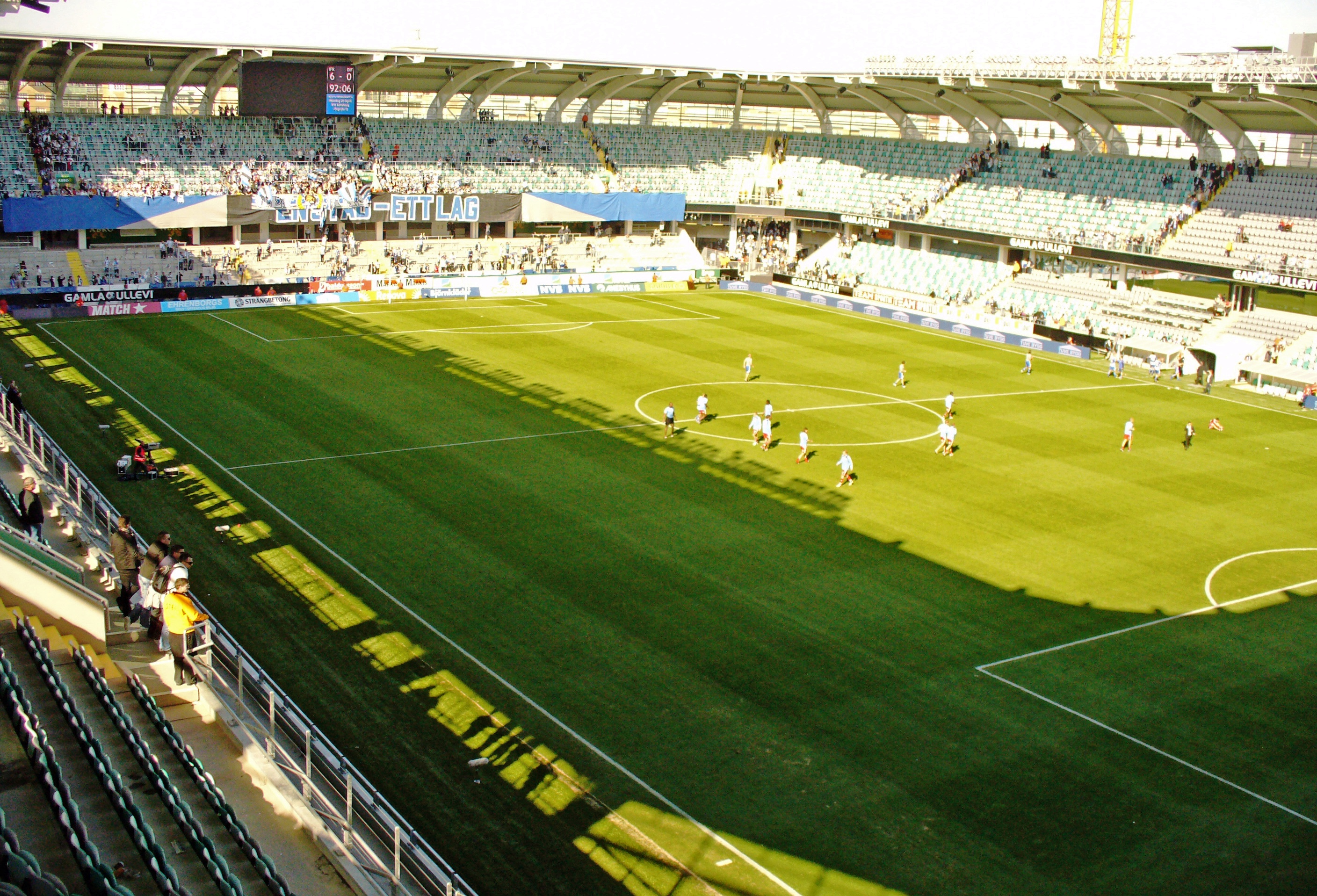
Gamla Ullevi.

- Djurgårdens reservarena Råsunda användes för matchen mot IFK Göteborg samt hemmaderbyt mot AIK.
- Häcken spelade sin hemmapremiär mot Djurgården på Borås Arena, då Rambergsvallen inte var i speldugligt skick främst på grund av den stränga och långa vintern i kombination med tidig säsongsstart.

## Tränarförändringar
Inför säsong (innan 1 januari 2010):
- Djurgården: Andreé Jeglertz och Steve Galloway ut – Lennart Wass och Carlos Banda in.
- Halmstads BK: Janne Andersson ut – Lars Jacobsson in.
- Helsingborg: Bo Nilsson ut – Conny Karlsson in.

Lagen som lämnade Allsvenskan efter 2009:
- Hammarby: Thom Åhlund ut – Michael Borgqvist och Jesper Blomqvist in.
- Örgryte: Åge Hareide ut – Janne Andersson in.

Lagen som avancerat till Allsvenskan efter 2009 har inte gjort någon tränarförändring.
Före säsong (1 januari till och med seriestarten):
- Malmö FF: Hans Gren (assisterande tränare) ut – Josep Clotet Ruiz in

Under säsong:
- 31 mars 2010, Åtvidabergs FF: Huvudtränaren Daniel Wiklund ut – tidigare assisterande tränaren Andreas Thomsson ny huvudtränare. Ny assisterande tränare blev tidigare tipselittränaren Jan Carlson. Dessutom anlitades Bo Johansson till tränarkonstellationen.
- 26 april 2010, AIK: Huvudtränaren Mikael Stahre ut (till Panionios FC) – sportchefen Björn Wesström ny huvudtränare och sportchef.
- 22 juni 2010, AIK: Huvudtränaren och sportchefen Björn Wesström ersattes av en ny huvudtränare, Alex Miller, och en ny sportchef, Jens Andersson. Wesström bytte tjänst till assisterande tränare.
- 7 oktober 2010, BP: Huvudtränaren Kim Bergstrand ersattes av Roberth Björknesjö.

Efter säsong (till och med 31 december):
- 10 november 2010, AIK: Huvudtränaren Alex Miller lämnade klubben, men ingen ny tränare utsågs vid tillfället.
- 1 december 2010[död länk], IFK Norrköping: Janne Andersson, som tränade Örgryte IS säsongen 2010 blir ny huvudtränare från och med 2011.
- 5 december 2010, Halmstads BK: Josep Clotet Ruiz, som var assisterande tränare i Malmö FF säsongen 2010, blir ny huvudtränare.
- 16 december 2010, AIK: Andreas Alm ny huvudtränare.

## Matchtröjor 2010
Tillverkare och antal lag:
- Adidas: 4
- Nike: 1
- Puma: 6
- Umbro: 3
- Masita: 1
- Uhlsport: 1

Spelarnamn på tröjorna:
- Ja: 5 st
- Nej: 11 st

## Tabell, matchresultat och statistik

### Tabell
| Nr | Lag                | S  | V  | O  | F  | GM | IM | MS  | P  |
| -- | ------------------ | -- | -- | -- | -- | -- | -- | --- | -- |
| 1  | Malmö FF           | 30 | 21 | 4  | 5  | 59 | 24 | +35 | 67 |
| 2  | Helsingborgs IF    | 30 | 20 | 5  | 5  | 49 | 26 | +23 | 65 |
| 3  | Örebro SK          | 30 | 16 | 4  | 10 | 40 | 30 | +10 | 52 |
| 4  | IF Elfsborg        | 30 | 12 | 11 | 7  | 55 | 40 | +15 | 47 |
| 5  | Trelleborgs FF     | 30 | 13 | 5  | 12 | 39 | 42 | −3  | 44 |
| 6  | Mjällby AIF (U)    | 30 | 11 | 10 | 9  | 36 | 29 | +7  | 43 |
| 7  | IFK Göteborg       | 30 | 10 | 10 | 10 | 42 | 29 | +13 | 40 |
| 8  | BK Häcken          | 30 | 11 | 7  | 12 | 40 | 42 | −2  | 40 |
| 9  | Kalmar FF          | 30 | 10 | 10 | 10 | 36 | 38 | −2  | 40 |
| 10 | Djurgårdens IF     | 30 | 11 | 7  | 12 | 35 | 42 | −7  | 40 |
| 11 | AIK (RM)           | 30 | 10 | 5  | 15 | 29 | 36 | −7  | 35 |
| 12 | Halmstads BK       | 30 | 10 | 5  | 15 | 31 | 42 | −11 | 35 |
| 13 | Gais               | 30 | 8  | 8  | 14 | 24 | 35 | −11 | 32 |
| 14 | Gefle IF           | 30 | 7  | 8  | 15 | 33 | 46 | −13 | 29 |
| 15 | Åtvidabergs FF (U) | 30 | 7  | 8  | 15 | 32 | 51 | −19 | 29 |
| 16 | IF Brommapojkarna  | 30 | 6  | 7  | 17 | 20 | 48 | −28 | 25 |

### Resultattabell
| Hemma \ Borta     | AIK | BKH | DIF | GAIS | GIF | HBK | HIF | IFB | IFE | IFKG | KFF | MFF | MAIF | TFF | ÅFF | ÖSK |
| AIK               | —   | 1–1 | 1–2 | 1–0  | 2–0 | 0–1 | 2–3 | 2–1 | 2–0 | 1–2  | 0–1 | 2–0 | 0–0  | 1–0 | 4–1 | 0–1 |
| BK Häcken         | 0–1 | —   | 2–1 | 0–2  | 0–2 | 2–0 | 2–1 | 5–0 | 1–1 | 1–5  | 1–1 | 0–4 | 0–1  | 4–2 | 0–0 | 2–1 |
| Djurgårdens IF    | 1–1 | 0–3 | —   | 1–1  | 1–1 | 0–2 | 0–1 | 0–0 | 4–4 | 2–0  | 0–2 | 1–0 | 1–0  | 3–0 | 2–1 | 2–1 |
| Gais              | 3–1 | 2–1 | 0–1 | —    | 2–1 | 1–1 | 0–0 | 1–1 | 0–2 | 0–0  | 2–2 | 0–0 | 3–2  | 1–3 | 0–0 | 0–1 |
| Gefle IF          | 1–0 | 0–2 | 2–2 | 1–0  | —   | 1–2 | 1–3 | 2–0 | 0–0 | 0–0  | 0–0 | 1–3 | 3–3  | 1–3 | 4–2 | 1–3 |
| Halmstads BK      | 1–2 | 1–2 | 2–0 | 3–0  | 1–0 | —   | 2–4 | 2–0 | 1–3 | 1–0  | 2–1 | 0–2 | 1–2  | 0–0 | 4–0 | 1–1 |
| Helsingborgs IF   | 1–0 | 3–1 | 3–3 | 0–1  | 3–1 | 2–1 | —   | 1–0 | 2–1 | 2–0  | 0–0 | 2–1 | 2–1  | 1–0 | 3–0 | 2–1 |
| IF Brommapojkarna | 0–0 | 2–1 | 0–1 | 1–0  | 2–1 | 1–0 | 1–3 | —   | 2–2 | 1–2  | 2–3 | 0–4 | 1–0  | 0–3 | 0–2 | 0–1 |
| IF Elfsborg       | 4–0 | 0–0 | 3–1 | 1–0  | 1–0 | 6–0 | 1–3 | 1–0 | —   | 1–1  | 4–1 | 2–2 | 2–0  | 4–1 | 4–1 | 3–3 |
| IFK Göteborg      | 4–0 | 0–1 | 1–1 | 2–1  | 2–2 | 3–0 | 0–0 | 1–1 | 5–1 | —    | 3–1 | 0–2 | 0–0  | 1–2 | 3–0 | 0–0 |
| Kalmar FF         | 0–3 | 1–3 | 0–1 | 3–1  | 1–1 | 1–0 | 1–0 | 3–0 | 2–2 | 0–3  | —   | 2–3 | 1–1  | 2–1 | 1–2 | 4–1 |
| Malmö FF          | 1–0 | 3–1 | 2–1 | 1–0  | 2–0 | 1–1 | 2–0 | 2–1 | 1–0 | 2–1  | 0–1 | —   | 2–0  | 2–0 | 3–1 | 3–0 |
| Mjällby AIF       | 0–0 | 2–2 | 3–0 | 3–0  | 1–3 | 2–0 | 0–1 | 0–0 | 2–0 | 0–0  | 0–0 | 4–2 | —    | 1–1 | 2–1 | 1–0 |
| Trelleborgs FF    | 4–1 | 3–2 | 3–1 | 2–0  | 2–1 | 1–0 | 0–0 | 0–1 | 1–1 | 2–1  | 1–1 | 0–3 | 2–1  | —   | 0–3 | 1–0 |
| Åtvidabergs FF    | 1–1 | 0–0 | 2–1 | 0–1  | 0–1 | 1–1 | 0–3 | 4–1 | 1–1 | 2–1  | 0–0 | 3–3 | 1–2  | 3–1 | —   | 0–2 |
| Örebro SK         | 1–0 | 2–0 | 1–0 | 0–2  | 3–1 | 3–0 | 3–0 | 1–1 | 3–0 | 2–1  | 1–0 | 0–3 | 0–2  | 2–0 | 2–0 | —   |

### Publikrikaste matcherna
Det totala publiksnittet var 6 518 åskådare.
1. 24 148 – Malmö FF–Mjällby 2–0 (7 november)
2. 23 743 – Malmö FF–Helsingborgs IF 2–0 (15 september)
3. 21 181 – AIK–Djurgården 1–2 (2 maj)
4. 21 084 – AIK–Åtvidaberg 4–1 (17 maj)
5. 19 258 – Malmö FF–Kalmar FF (18 oktober)
6. 18 511 – Djurgården–AIK 2–1 (3 oktober)
7. 18 125 – Malmö FF–IFK Göteborg 2–1 (26 september)
8. 17 112 – IFK Göteborg–GAIS 2–1 (13 september)
9. 17 111 – AIK–Mjällby 0–0 (14 mars)
10. 16 814 – Malmö FF–Trelleborg 2–0 (2 maj)
11. 16 415 – Malmö FF–Elfsborg 1–0 (29 augusti)
12. 16 200 – Helsingborg–Malmö FF 2–1 (20 april)
13. 15 499 – Elfsborg–IFK Göteborg 1–1 (22 september)
14. 15 305 – GAIS–IFK Göteborg 0–0 (10 maj)
15. 15 407 – Helsingborg–Djurgården 3–3 (5 augusti)
16. 14 520 – Malmö FF–Gefle IF 2–0 (15 augusti)
17. 14 149 – Malmö FF–AIK 1–0 (24 juli)
18. 13 892 – IFK Göteborg–Helsingborg 0–0 (15 augusti)
19. 13 783 – Malmö FF–Örebro 3–0 (23 mars)
20. 13 487 – IFK Göteborg–Elfsborg 5–1 (18 april)
21. 13 028 – Malmö FF–Djurgården 2–1 (26 april)

### Sviter
Segersvit:
- Helsingborgs IF inledde Fotbollsallsvenskan 2010 med 12 omgångar utan förlust. Det blev 10 vinster och 2 oavgjorda innan första förlusten kom den 16 maj 2010 mot Kalmar FF i den trettonde omgången (enligt spelschemat, så var det omgång 14). Kalmar FF vann den matchen med 1–0 på hemmaplan.[5]

Förlustsvit:
- Omgång 3–6 förlorade AIK 4 matcher i rad.[5]

Flest matcher i rad utan vinst:
- Omgång 1–6 hade AIK spelat 6 matcher i rad utan en enda vinst.[5]

## Statistik
| Rank                    | Spelare             | Klubb           | Mål |
| ----------------------- | ------------------- | --------------- | --- |
| 1                       | Alexander Gerndt    | Gefle IF        | 20  |
| 1                       | Alexander Gerndt    | Helsingborgs IF | 20  |
| 2                       | Denni Avdic         | IF Elfsborg     | 19  |
| 3                       | Mathias Ranégie     | BK Häcken       | 12  |
| 4                       | Agon Mehmeti        | Malmö FF        | 11  |
| 5                       | Tobias Hysén        | IFK Göteborg    | 10  |
| 5                       | Moestafa El Kabir   | Mjällby AIF     | 10  |
| 5                       | Ricardo Santos      | Kalmar FF       | 10  |
| 5                       | Daniel Larsson      | Malmö FF        | 10  |
| 9                       | Jakob Orlov         | Gefle IF        | 9   |
| 9                       | Daniel Mendes       | Kalmar FF       | 9   |
| 9                       | Kennedy Igboananike | Djurgårdens IF  | 9   |
| 9                       | Marcus Ekenberg     | Mjällby AIF     | 9   |
| 13                      | Erik Sundin         | Helsingborgs IF | 8   |
| 13                      | Paulinho            | BK Häcken       | 8   |
| 15                      | Paulus Roiha        | Åtvidabergs FF  | 7   |
| 15                      | Guillermo Molins    | Malmö FF        | 7   |
| 15                      | Andreas Drugge      | Trelleborgs FF  | 7   |
| 15                      | Jonas Henriksson    | BK Häcken       | 7   |
| 15                      | Anselmo             | Halmstads BK    | 7   |
| Källa: svenskfotboll.se |                     |                 |     |

| Rank                    | Spelare            | Klubb           | Assister |
| ----------------------- | ------------------ | --------------- | -------- |
| 1                       | Daniel Larsson     | Malmö FF        | 10       |
| 2                       | Stefan Selakovic   | IFK Göteborg    | 8        |
| 2                       | Rasmus Jönsson     | Helsingborgs IF | 8        |
| 4                       | Marcus Ekenberg    | Mjällby AIF     | 7        |
| 4                       | Guillermo Molins   | Malmö FF        | 7        |
| 6                       | Patrik Anttonen    | Örebro SK       | 6        |
| 6                       | Kristian Bergström | Åtvidabergs FF  | 6        |
| 6                       | Anders Svensson    | IF Elfsborg     | 6        |
| 6                       | Daniel Sobralense  | Kalmar FF       | 6        |
| 6                       | Michael Görlitz    | Halmstads BK    | 6        |
| 6                       | Wilton Figueiredo  | Malmö FF        | 6        |
| 6                       | Haris Radetinac    | Åtvidabergs FF  | 6        |
| 6                       | Jimmy Durmaz       | Malmö FF        | 6        |
| 6                       | Vinícius           | BK Häcken       | 6        |
| Källa: svenskfotboll.se |                    |                 |          |